# Éva Kiss
Éva Kiss, née le 10 juillet 1987 à Debrecen, est une handballeuse internationale hongroise.

## Palmarès

### Club
compétitions internationales
- vainqueur de la Ligue des champions en 2017, 2018 et 2019 (avec Győri ETO KC)

compétitions nationales
- championne de Hongrie (NB I.) en 2016, 2017, 2018 et 2019 (avec Győri ETO KC)
- vainqueur de la coupe de Hongrie en 2016, 2018 et 2019 (avec Győri ETO KC)

### Sélection nationale
championnats d'Europe
- médaille de bronze du Championnat d'Europe 2012